# La principessa e l'aquila
La principessa e l'aquila (The Eagle Huntress) è un documentario del 2016 diretto da Otto Bell.

## Trama
Il film racconta la straordinaria storia vera di Aisholpan, una ragazzina di tredici anni che lotta per diventare la prima addestratrice di aquile, in un contesto culturale in cui l’addestramento delle aquile è un’arte millenaria tradizionalmente riservata ai soli maschi. Sotto la guida di suo padre, Aisholpan supererà ogni ostacolo che le si porrà di fronte fino a partecipare al Festival dell’Aquila Reale, l’evento annuale che mette in competizione i più grandi addestratori della Mongolia.

## Distribuzione
Il film è stato presentato in anteprima al Sundance Film Festival 2016. Successivamente è stato presentato in molti altri festival cinematografici internazionali, tra cui il Toronto International Film Festival e il BFI London Film Festival. L'edizione italiana del film, con la voce narrante di Lodovica Comello, è stata presentata in anteprima italiana a Biografilm Festival - International Celebration of Lives 2017. È stato distribuito nelle sale cinematografiche britanniche il 16 dicembre 2016, mentre in quelle italiane il 31 agosto 2017.

## Colonna sonora
Composta da Jeff Peters, la colonna sonora del documentario vede il contributo della cantante australiana Sia con il brano Angel by the Wings, pubblicato il 2 dicembre 2016.
1. ↑   Vedi Billboard, su billboard.com.